# Michael Zegen
Michael Jonathan Zegen (Ridgewood, 20 febbraio 1979) è un attore statunitense.

## Biografia
Nato e cresciuto a Ridgewood, New Jersey, figlio di un avvocato e di un'insegnante. È ebreo e i suoi nonni sono sopravvissuti all'Olocausto. Si è diplomato nel 2001 al Skidmore College.
Inizia a farsi conoscere grazie al personaggio ricorrente di "Dwight l'adolescente agitato" al David Letterman Show. Dal 2004 al 2011 ha interpretato il ruolo di Damien Keefe nella serie televisiva Rescue Me. Successivamente ha interpretato il gangster Benny Siegel nella serie Boardwalk Empire - L'impero del crimine. È apparso inoltre in serie televisive come The Walking Dead e Girls.
Dal 2017 al 2023 ha interpretato Joel Maisel nella serie La fantastica signora Maisel.

## Filmografia

### Cinema
- Bittersweet Place, regia di Alexandra Brodsky (2005)
- La ragazza della porta accanto (The Girl Next Door), regia di Gregory Wilson (2007)
- The Assassination - Al centro del complotto (Assassination of a High School President), regia di Brett Simon (2008)
- Adventureland, regia di Greg Mottola (2009)
- Motel Woodstock (Taking Woodstock), regia di Ang Lee (2009)
- The Box, regia di Richard Kelly (2009)
- Frances Ha, regia di Noah Baumbach (2012)
- Ex-Girlfriends, regia di Alexander Poe (2012)
- Brooklyn, regia di John Crowley (2015)
- Tyrel, regia di Sebastián Silva (2018)
- Il gabbiano (The Seagull), regia di Michael Mayer (2018)

### Televisione
- I Soprano (The Sopranos) – serie TV, episodio 5x13 (2004)
- Mercy – serie TV, episodio 1x04 (2009)
- Rescue Me – serie TV, 42 episodi (2004-2011)
- How to Make It in America – serie TV, 4 episodi (2011)
- The Walking Dead – serie TV, 4 episodi (2012)
- Girls, regia di Lena Dunham – serie TV, 3 episodi (2014)
- Boardwalk Empire - L'impero del crimine – serie TV, 11 episodi (2011-2014)
- The Good Wife – serie TV, episodio 6x18 (2014)
- Happyish – serie TV, 3 episodi (2015)
- BrainDead - Alieni a Washington – serie TV, episodio 1x10 (2016)
- La fantastica signora Maisel (The Marvelous Mrs. Maisel) – serie TV, 43 episodi (2017-2023)
- The Penguin, regia di Craig Zobel, Helen Shaver, Kevin Bray e Jennifer Getzinger – miniserie TV, puntate 1-2-4 (2024)
- Too Much, regia di Lena Dunham - serie TV (2025)

## Doppiatori italiani
Nelle versioni in italiano delle opere in cui ha recitato, Michael Zegen è stato doppiato da:
- Flavio Aquilone in Adventureland, Rescue Me
- Gabriele Patriarca in Frances Ha, The Walking Dead
- Leonardo Graziano in Boardwalk Empire - L'impero del crimine
- Andrea Oldani in HAPPYish
- Luca Mannocci in La fantastica signora Maisel
- Davide Perino in The Penguin